# Anabas testudineus
La perca trepadora o gourami trepador (Anabas testudineus), es una especie de pez nativo de Asia donde habita desde el este de la India hasta China y la Línea de Wallace. También se lo ha introducido en ciertos países fuera de su rango nativo. Esta especie alcanza los 25 cm de largo. Esta especie es importante como un pez de consumo en el sureste de Asia ya que su capacidad para sobrevivir fuera del agua durante períodos de tiempo prolongados, siempre que se lo mantenga húmedo, mejora su capacidad de comercialización. En Assam se lo denomina kawoi o koi, y se lo suele encontrar en estanques.

## Características
La perca trepadora puede alcanzar una longitud de 23 a 25 cm. 
La parte superior del cuerpo (dorsal) es negra o marrón verdoso. Los laterales de colores brillantes y posee manchas oscuras en los opérculos. Posee dientes cónicos en la mandíbula, con una boca relativamente grande. Escamas grandes y regulares. El iris es rojizo.

## Distribución y hábitat
Habita desde el este de la India hasta China y la Línea de Wallace (que separa los continentes de Asia y Oceanía). También se lo ha introducido en ciertos países fuera de su rango nativo.
La perca trepadora vive en agua dulce. Habita en ríos, acequias, lagos, estanques, pantanos y campos de arroz. En épocas más secas, cavan en el barro para sobrevivir. La perca trepadora también puede hibernar en los lechos secos de los riachuelos hasta seis meses. Puede sobrevivir en aguas con poco oxígeno en las que otros peces no podrían hacerlo, por ello suelen encontrarse en pequeños estanques, con unas temperaturas entre los 22 y 30 °C. Además, la perca trepadora ha desarrollado la capacidad de tolerar el agua salada.

## Forma de vida
La perca trepadora se alimenta de vegetales y crías de peces y es bastante agresiva. 
Es catalogada como una especie muy invasora. Cuando las charcas o riachuelos donde habitan comienzan a secarse o por alguna causa ya no son óptimos para ellos, escapan de estos buscando nuevas oportunidades para sobrevivir. Así, muchas veces en grupos más o menos grandes, salen del agua, “caminan” por la tierra. Estas excursiones pueden durar incluso 24 horas, hasta que encuentran un nuevo hogar si logran escapar de los depredadores o la sequedad ambiental. Pueden llegar a recorrer 180 m en una noche y son capaces de sobrevivir 6 días fuera del agua.
Esto lo consiguen gracias a diferentes factores:
Tiene el cuerpo ondulado para poder desplazarse.
La respiración en el aire tiene lugar a través de un órgano especial situado en el cráneo llamado órgano laberinto. 
Se apoyan en sus aletas pectorales y unas proyecciones inferiores en el opérculo de sus agallas, que les permiten arrastrarse fuera del agua.